# زبان ایاک
زبان ایاک یک زبان نا-دنه بود که در گذشته توسط مردم ایاک، بومیان جنوب مرکزی آلاسکا، در نزدیکی دهانه رود کوپر گویش می‌شد. این زبان با درگذشت واپسین گویشور آن در سال ۲۰۰۸ منقرض شد.